# Topsport Vlaanderen-Baloise/Saison 2013
Dieser Artikel listet Erfolge und Fahrer des Radsportteams Topsport Vlaanderen-Baloise in der Saison 2013 auf.

## Erfolge in der UCI Europe Tour
| Datum         | Rennen                                       | Kat. | Fahrer              |
| ------------- | -------------------------------------------- | ---- | ------------------- |
| 30. Januar    | 1. Etappe Étoile de Bessèges                 | 2.1  | Michaël Van Staeyen |
| 10. März      | Omloop van het Waasland                      | 1.2  | Pieter Jacobs       |
| 26. Juni      | Internationale Wielertrofee Jong Maar Moedig | 1.2  | Tim Declercq        |
| 11. Juli      | Grote Prijs van de Stad Geel                 | 1.2  | Yves Lampaert       |
| 4. August     | Antwerpse Havenpijl                          | 1.2  | Preben van Hecke    |
| 30. August    | 1. Etappe World Ports Classic                | 2.1  | Jelle Wallays       |
| 1. September  | Schaal Sels                                  | 1.1  | Pieter Jacobs       |
| 20. September | GP de la Somme                               | 1.1  | Preben van Hecke    |

## Abgänge – Zugänge
| Zugänge           | Team 2012                          | Abgänge           | Team 2013               |
| ----------------- | ---------------------------------- | ----------------- | ----------------------- |
| Kenneth Vanbilsen | An Post-Sean Kelly                 | Pieter Serry      | Omega Pharma-Quick Step |
| Jasper De Buyst   | Bontrager Livestrong Team          | Steven Van Vooren | An Post-ChainReaction   |
| Sander Helven     | Donckers Koffie-Jelly Belly (2011) | Sven Jodts        | Colba-Superano Ham      |
| Yves Lampaert     | Neoprofi                           |                   |                         |
| Thomas Sprengers  | Neoprofi                           |                   |                         |

## Mannschaft
| Name                  | Geburtstag         | Nationalität |
| --------------------- | ------------------ | ------------ |
| Sander Armée          | 10. Dezember 1985  | Belgien      |
| Dominique Cornu       | 10. Oktober 1985   | Belgien      |
| Jasper De Buyst       | 24. November 1993  | Belgien      |
| Kevin De Jonghe       | 4. Dezember 1991   | Belgien      |
| Kenny De Ketele       | 5. Juni 1985       | Belgien      |
| Laurens De Vreese     | 29. September 1988 | Belgien      |
| Tim Declercq          | 21. März 1989      | Belgien      |
| Sander Helven         | 30. Mai 1990       | Belgien      |
| Pieter Jacobs         | 6. Juni 1986       | Belgien      |
| Yves Lampaert         | 10. April 1991     | Belgien      |
| Eliot Lietaer         | 15. August 1990    | Belgien      |
| Tim Mertens           | 7. Februar 1986    | Belgien      |
| Stijn Neirynck        | 14. September 1985 | Belgien      |
| Jarl Salomein         | 27. Januar 1989    | Belgien      |
| Thomas Sprengers      | 5. Februar 1990    | Belgien      |
| Tom Van Asbroeck      | 19. April 1990     | Belgien      |
| Kenneth Vanbilsen     | 1. Juni 1990       | Belgien      |
| Preben Van Hecke      | 9. Juli 1982       | Belgien      |
| Gijs Van Hoecke       | 12. November 1991  | Belgien      |
| Arthur Van Overberghe | 7. Februar 1990    | Belgien      |
| Michaël Van Staeyen   | 13. August 1988    | Belgien      |
| Sven Vandousselaere   | 29. August 1988    | Belgien      |
| Pieter Vanspeybrouck  | 10. Februar 1987   | Belgien      |
| Zico Waeytens         | 29. September 1991 | Belgien      |
| Jelle Wallays         | 11. Mai 1989       | Belgien      |